# アクセル住吉
アクセル住吉（アクセルすみよし、本名:住吉 邦仁（すみよし くにひと）、1985年6月14日 - ）は、日本のプロボクサー。山口県下関市豊浦町黒井出身。関門JAPANボクシングジム所属。ニックネームは「関門のとらふぐ」。

## 人物
下関市立誠意小学校、下関市立豊洋中学校卒業。
高校1年生からボクシングを始めた。
アマチュア時代には全日本実業団選手権大会と全日本社会人選手権大会で優勝経験がある。
アマチュア選手時代に数十万する革ジャンを買うほどのオサレ番長でもあった。

## 来歴
2012年5月3日に福岡市九電記念体育館で岡崎祐也とスーパーライト級6回戦を戦い、6回2-0（58-57×2、57-57）の勝ちを収めデビュー戦を白星で飾ったが、同年11月23日に60.0キロ契約8回戦で玉越強平と戦い、8回0-3（72-80×2、75-79）の判定負けでプロ初黒星を喫した。
そして2015年4月5日に大阪府立体育会館第2競技場で行われた「リアルスピリッツvol.43」にてOPBF東洋太平洋ライト級王者中谷正義とOPBF東洋太平洋ライト級タイトルマッチを行い、12回0-3（109-119×2、110-118）の判定負けで王座獲得に失敗した。
その後引き分けを挟んで7連勝して2018年10月28日に海峡メッセ下関で日本ライト級2位の柳達也と日本ライト級最強挑戦者決定戦を行い、8回1-0（76-76×2、77-76）の引き分けで規定によって日本王座への挑戦権を獲得した。
2019年4月11日、後楽園ホールで日本ライト級王者の吉野修一郎と日本ライト級タイトルマッチを行い、7回2分12秒TKO負けを喫し、王座獲得とはならなかった。

## 戦績
- アマチュア - 61戦43勝18敗
- プロ - 19戦11勝5敗3分（3KO）

| 戦           | 日付           | 勝敗 | 時間    | 内容    | 対戦相手                 | 国籍       | 備考                                 |
| ------------ | -------------- | ---- | ------- | ------- | ------------------------ | ---------- | ------------------------------------ |
| 1            | 2012年5月3日   | 勝利 | 6R      | 判定2-0 | 岡崎祐也(中内)           | 日本       | プロデビュー戦                       |
| 2            | 2012年8月19日  | 勝利 | 6R      | 判定3-0 | 中間勇輝（VADY）         | 日本       |                                      |
| 3            | 2012年11月23日 | 敗北 | 8R      | 判定0-3 | 玉越強平（千里馬神戸）   | 日本       |                                      |
| 4            | 2013年3月20日  | 勝利 | 7R 2:31 | TKO     | 水貝和広(高砂)           | 日本       |                                      |
| 5            | 2013年5月17日  | 敗北 | 5R 2:42 | TKO     | 鈴木悠平（真正）         | 日本       |                                      |
| 6            | 2013年11月10日 | 勝利 | 8R      | 判定2-1 | ネルソン・グルペ         | フィリピン |                                      |
| 7            | 2014年4月27日  | 敗北 | 4R      | 判定1-2 | 徳永幸大 (ウォズ)        | 日本       |                                      |
| 8            | 2014年12月7日  | 引分 | 8R      | 判定1-1 | レオナルド・ドロニオ     | フィリピン |                                      |
| 9            | 2015年4月5日   | 敗北 | 12R     | 判定0-3 | 中谷正義(井岡)           | 日本       | OPBF東洋太平洋ライト級タイトルマッチ |
| 10           | 2015年6月7日   | 勝利 | 10R     | 判定3-0 | レオナルド・ドロニオ     | フィリピン |                                      |
| 11           | 2015年12月6日  | 引分 | 10R     | 判定1-1 | 柳達也 (伴流)            | 日本       |                                      |
| 12           | 2016年3月11日  | 勝利 | 3R 2:28 | TKO     | 柳達也 (伴流)            | 日本       |                                      |
| 13           | 2016年6月5日   | 勝利 | 8R      | 判定3-0 | アラン・タナダ           | フィリピン |                                      |
| 14           | 2016年12月4日  | 勝利 | 8R      | 判定3-0 | 中川祐輔（市野）         | 日本       |                                      |
| 15           | 2017年6月4日   | 勝利 | 6R 1:55 | TKO     | 中谷有利（グリーンツダ） | 日本       |                                      |
| 16           | 2017年11月19日 | 勝利 | 10R     | 判定2-0 | 佐々木基樹（帝拳）       | 日本       |                                      |
| 17           | 2018年5月13日  | 勝利 | 8R      | 判定2-0 | 山口祥吾（唯心）         | 日本       |                                      |
| 18           | 2018年10月28日 | 引分 | 8R      | 判定1-0 | 柳達也 (伴流）           | 日本       | 2018年度日本ライト級最強挑戦者決定戦 |
| 19           | 2019年4月11日  | 敗北 | 7R 2:12 | TKO     | 吉野修一郎（三迫）       | 日本       | 日本ライト級タイトルマッチ           |
| テンプレート |                |      |         |         |                          |            |                                      |

## 獲得タイトル

### アマチュア
- 平成19年度全日本実業団選手権大会フェザー級優勝
- 平成20年度全日本実業団選手権大会ライト級優勝
- 平成20年度全日本社会人選手権大会ライト級優勝

### プロ
- 2018年度日本ライト級最強挑戦者